# 马克思主义的三个来源和三个组成部分
马克思主义的三个来源和三个组成部分（俄语：Три источника и три составных части марксизма）是俄罗斯革命家弗拉基米尔·列宁写的一篇文章，发表于1913年。该文章是为了纪念马克思逝世三十周年。

## 内容
列宁反对那些称马克思主义为“宗派主义”的人。列宁拒绝这些责备，强调马克思主义是整个历史的自然结果。“哲学史和社会科学史都十分清楚地表明：马克思主义同“宗派主义”毫无相似之处，它绝不是离开世界文明发展大道而产生的一种固步自封、僵化不变的学说。”
“马克思学说是人类在19世纪所创造的优秀成果——德国的哲学、英国的政治经济学和法国的社会主义的当然继承者。”马克思继承德国古典哲学，特别是黑格尔体系，加深和发展了唯物主义；继续了英国亚当·斯密和大卫·李嘉图的经济学研究，发展了经济理论；继承了空想社会主义，发展了阶级斗争学说。

## 影响
在苏联，列宁的文章《马克思主义的三个来源和三个组成部分》对马克思主义的本质和根源提供了一个简明的阐述，不仅是高等教育机构的学生必读的内容，也是高年级学生必读的内容。